# Памятники истории и культуры Казахстана республиканского значения
Памятники истории и культуры Казахстана республиканского значения — отдельные постройки, здания и сооружения с исторически сложившимися территориями указанных построек, зданий и сооружений, мемориальные дома, кварталы, некрополи, мавзолеи и отдельные захоронения, произведения монументального искусства, каменные изваяния, наскальные изображения, памятники археологии, включённые в Государственный список памятников истории и культуры Казахстана и являющиеся потенциальными объектами реставрации, представляющие историческую, научную, архитектурную, художественную и мемориальную ценность и имеющие особое значение для истории и культуры всей страны. Списки памятников истории и культуры государственного значения утверждаются Правительством Казахстана по представлению уполномоченного органа по охране и использованию историко-культурного наследия.

## История
26 января 1982 года постановлением Совета Министров Казахской ССР был утверждён Государственный список памятников истории и культуры Казахской ССР республиканского значения. В данное постановление 6 раз вносились изменения. 28 мая 1997 года из списка в связи с необходимостью реконструкции центральной части города Акмолы были исключены памятник Ленину и мемориал борцам за власть Советов. 27 мая 2000 года в список были добавлены мемориальный комплекс Карасай и Агынтай батыров в Айыртауском районе и памятник Карасай и Агынтай батырам в Петропавловске, 16 июня 2000 года — подземная мечеть Бекет-ата в местности Огланды, 16 октября 2000 года — резиденция первого президента Казахстана в Алма-Ате, 5 октября 2001 года — петроглифы Тамгалы. 21 апреля 2003 года из списка был исключён карагандинский памятник Ленину.
21 марта 2008 года постановлением правительства Казахстана был принят новый Государственный список памятников истории и культуры республиканского значения. По сравнению с предыдущим списком в него вошёл один новый объект (памятник Джамбулу Джабаеву в Таразе) и исключены 19 памятников (в основном, памятники Ленину и другим советским партийным деятелям в различных городах). 31 июля 2014 года из списка был исключён жилой дом, в котором Амангельды Иманов был провозглашён предводителем восстания 1916 года, и включён дом культуры металлургов в Усть-Каменогорске.
30 мая 2019 года, 14 апреля 2020 года, 14 января 2022 года список обновлялся приказами министра культуры и спорта Казахстана, в него были включены новые объекты.

## Астана
| Номер в списке | Название | Изображение                       | Годы постройки и авторы                                                                 | Место нахождения                                         | Тип памятника, год внесения в список             |
| -------------- | --- | --------------------------------- | --------------------------------------------------------------------------------------- | -------------------------------------------------------- | ------------------------------------------------ |
| 1              | Городище Бозок | Городище Бозок                    | VIII—IX вв.                                                                             | юго-западная часть Астаны, восточный берег озера Бузыкты | археологии, 30 мая 2019 года                     |
| 2              | Дирекция по обеспечению сохранности памятников и объектов историко-культурного наследия (бывшая мусульманская школа) | Здание бывшей мусульманской школы | XIX век                                                                                 | Астана, ул. Отырар, 1/3                                  | градостроительства и архитектуры, 26 января 1982 |
| 3              | Здание концертного зала «Астана» (бывший Дворец целинников)                                                          | Концертный зал «Астана»           | 1963, архитекторы Д. К. Даннеберг, П.Ю. Фогелс, О. Н. Крауклис; реконструкция 2000—2001 | Астана, ул. Бейбитшилик, 1                               | градостроительства и архитектуры, 26 января 1982 |

## Алма-Ата
| Номер в списке | Название | Изображение                                                                                       | Годы постройки и авторы                                                                                    | Место нахождения                                                 | Тип памятника, год внесения в список                  |
| -------------- | --- | ------------------------------------------------------------------------------------------------- | --- | ---------------------------------------------------------------- | ----------------------------------------------------- |
| 4              | Главный корпус Академии наук Республики Казахстан, ныне –здание Республиканского государственного предприятия "Ғылым ордасы"                                        | Главный корпус академии                                                                           | 1948—1953, пристройка — 1980, архитектор А. В. Щусев                                                       | Алма-Ата, ул. Шевченко, 28                                       | градостроительства и архитектуры, 26 января 1982      |
| 5              | Национальная библиотека Республики Казахстан (бывшая государственная библиотека имени А. С. Пушкина)                                                                | Национальная библиотека Республики Казахстан                                                      | 1970, архитекторы В. П. Ищенко, В. Н. Ким, К. К. Кальпой, В. Н. Тютин, Э. К. Кузнецова                     | Алма-Ата, пр. Абая, 14                                           | градостроительства и архитектуры, 26 января 1982      |
| 6              | Корпус Казахского национального педагогического университета им. Абая (бывшая Верненская мужская гимназия)                                                          | Корпус Казахского национального педагогического университета (бывшая Верненская мужская гимназия) | 1892—1895, архитектор П. В. Гурдэ                                                                          | Алма-Ата, ул. Казыбек би, 28                                     | градостроительства и архитектуры, 26 января 1982      |
| 7              | Дворец Республики | Дворец Республики                                                                                 | 1970, архитекторы Н. И. Рипинский, В. Н. Ким, П. П. Ухоботов, Н. Г. Ратушный, В. И. Кукушкин, Б. Н. Делов  | Алма-Ата, пр. Достык, 54, пл. Абая                               | градостроительства и архитектуры, 26 января 1982      |
| 8              | Корпус Казахской национальной академии искусств имени Т. К. Жургенова (бывший Дом Правительства Казахской ССР)                                                      | Здание академии искусств                                                                          | 1927—1931, архитектор М. Я. Гинзбург                                                                       | Алма-Ата, ул. Богенбай-батыра, 136а                              | градостроительства и архитектуры, 26 января 1982      |
| 9              | Литературно-мемориальный дом-музей М. О. Ауэзова | Дом-музей Ауэзова                                                                                 | 1961, архитектор Г. Г. Герасимов                                                                           | Алма-Ата, ул. Тулебаева, 185                                     | градостроительства и архитектуры, 26 января 1982      |
| 10             | Здание городской станции скорой помощи (бывший дом зодчих Зенковых)                                                                                                 | Здание городской станции скорой помощи (бывший дом зодчих Зенковых)                               | Конец XIX века, архитектор неизвестен                                                                      | Алма-Ата, ул. Казыбек би, 115                                    | градостроительства и архитектуры, 26 января 1982      |
| 11             | Здание Казахстанско-Британского технического университета (бывший Дом Правительства Казахской ССР)                                                                  | бывший Дом Правительства Казахской ССР                                                            | 1947—1957, архитекторы Б. Р. Рубаненко, Т. А. Симонов                                                      | Алма-Ата, ул. Толе би, 59, пл. Астана                            | градостроительства и архитектуры, 26 января 1982      |
| 12             | Здание государственной резиденции № 4 (бывший дом почётного гражданина города Верного Т. А. Головизина)                                                             | Здание госрезиденции № 4                                                                          | 1905—1908                                                                                                  | Алма-Ата, пр. Назарбаева, 162                                    | градостроительства и архитектуры, 26 января 1982      |
| 13             | Дом купца М. А. Гаврилова | Бывший дом купца М. А. Гаврилова                                                                  | начало XX века, архитектор А. П. Зенков                                                                    | Алма-Ата, ул. Желтоксан, 167                                     | градостроительства и архитектуры, 26 января 1982      |
| 14             | Дом тканей «Кызыл-Тан» (бывший торговый дом купца И. Габдувалиева)                                                                                                  | Магазин купца И. Габдулвалиева. 1911 год                                                          | 1895—1912, архитектор А. П. Зенков (по другим данным П. В. Гурдэ, 1896)                                    | Алма-Ата, ул. Жибек жолы, 39                                     | градостроительства и архитектуры, 26 января 1982      |
| 15             | Здание Музея народных музыкальных инструментов имени Ыкыласа (бывший дом офицерского собрания)                                                                      | Здание Музея народных музыкальных инструментов                                                    | 1908, архитектор А. П. Зенков                                                                              | Алма-Ата, ул. Зенкова, 24                                        | градостроительства и архитектуры, 26 января 1982      |
| 16             | Дом купца Шахворостова | Дом купца Шахворостова                                                                            | 1890, архитектор А. П. Зенков                                                                              | Алма-Ата, пр. Назарбаева, 99                                     | градостроительства и архитектуры, 26 января 1982      |
| 17             | Спортивный комплекс «Медео» | Спортивный комплекс «Медео»                                                                       | 1969—1972, архитекторы В. 3. Кацев, А. С. Кайнарбаев, инженер — С. Б. Матвеев                              | Алма-Ата, урочище Медеу                                          | градостроительства и архитектуры, 26 января 1982      |
| 18             | Здание государственного музея искусств имени А. Кастеева |                                                                                                   | 1976, архитекторы Э. К. Кузнецова, О. А. Наумова, Б. М. Новиков                                            | Алма-Ата, ул. Сатпаева, 30а                                      | градостроительства и архитектуры, 26 января 1982      |
| 19             | Пансион Верненской мужской гимназии | Здание, в котором располагался верненский пансион                                                 | 1907, архитектор П. В. Гурде при участии А. П. Зенкова                                                     | Алма-Ата, пр. Достык, 15                                         | градостроительства и архитектуры, 26 января 1982      |
| 20             | Вознесенский кафедральный собор | Вознесенский собор                                                                                | 1904—1906, архитекторы К. А. Борисоглебский, С. К. Тропарёвский при участии Н. И. Степанова, А. П. Зенкова | Алма-Ата, парк имени 28-ми гвардейцев-панфиловцев                | градостроительства и архитектуры, 26 января 1982      |
| 21             | Здание Казахского государственного академического театра оперы и балета имени Абая                                                                                  | Театр им. Абая                                                                                    | 1939—1941, архитекторы А. Н. Простаков, Н. О. Оразымбетов                                                  | Алма-Ата, ул. Кабанбай-батыра, 112                               | градостроительства и архитектуры, 26 января 1982      |
| 22             | Здание республиканского государственного предприятия «Казреставрация» (бывшее городское начальное реальное училище имени А. Колпаковского)                          | Здание представительства Министерства культуры и информации Республики Казахстан                  | 1890, архитектор А. П. Зенков                                                                              | Алма-Ата, ул. Гоголя, 37                                         | градостроительства и архитектуры, 26 января 1982      |
| 23             | Бюст трижды Героя Социалистического Труда, видного государственного и общественного деятеля, первого секретаря ЦК Компартии Казахской ССР (1964—1991) Д. А. Кунаева | Бюст Д. А. Кунаева                                                                                | 1978, скульпторы Т. С. Досмагамбетов, А. Б. Татаринов                                                      | Алма-Ата, ул. Богенбай-батыра, угол ул. Кунаева                  | градостроительства и архитектуры, 26 января 1982      |
| 24             | Бюст дважды Героя Советского Союза С. Д. Луганского |                                                                                                   | 1947, архитектор И. И. Белоцерковский, скульптор Б. Павлов                                                 | Алма-Ата, пр. Абылай-хана, между ул. Гоголя и Айтеке-би          | градостроительства и архитектуры, 26 января 1982      |
| 25             | Мемориал Славы | Мемориал Славы                                                                                    | 1975, архитекторы Т. К. Басенов, Р. А. Сейдалин, скульпторы А. В. Артимович, В. В. Андрюшенко              | Алма-Ата, парк имени 28-ми гвардейцев-панфиловцев                | градостроительства и архитектуры, 26 января 1982      |
| 26             | Памятник Абаю Кунанбаеву | Памятник Абаю Кунанбаеву                                                                          | 1960, архитектор И. И. Белоцерковский, скульптор X. Наурызбаев                                             | Алма-Ата, пр. Достык, пл. Абая                                   | градостроительства и архитектуры, 26 января 1982      |
| 27             | Памятник М. Ауэзову |                                                                                                   | 1980, скульптор Е. А. Сергебаев, архитекторы О. Ж. Баймурзаев, А. С. Кайнарбаев                            | Алма-Ата, пр. Абая, перед зданием драмтеатра имени Ауэзова       | градостроительства и архитектуры, 26 января 1982      |
| 28             | Памятник Чокану Валиханову |                                                                                                   | 1969, скульптор X. Наурызбаев, архитектор Ш. И. Валиханов                                                  | Алма-Ата, ул. Шевченко, площадь перед Академией наук Казахстана  | градостроительства и архитектуры, 26 января 1982      |
| 29             | Памятник А. Т. Джангильдину |                                                                                                   | 1975, скульпторы Т. Досмагамбетов, О. Прокопьева, архитектор Ш. И. Валиханов                               | Алма-Ата, привокзальная площадь железнодорожной станции Алматы-1 | градостроительства и архитектуры, 26 января 1982      |
| 30             | Памятник Амангельды Иманову | Памятник Амангельды                                                                               | 1947, скульптор Х. Б. Аскар-Сарыджа, архитектор Т. К. Басенов                                              | Алма-Ата, пр. Абылай-хана, сквер Амангельды, выше ул. Маметовой  | градостроительства и архитектуры, 26 января 1982      |
| 31             | Здание республиканского государственного казённого предприятия «Государственный музей „Центр сближения культур“» (бывшее здание Министерства хлебопродуктов)        |                                                                                                   | 1936 год, архитектор В. Твердохлебов, скульптор И. Вахек                                                   | Алма-Ата, ул. Кабанбай батыра, 94                                | градостроительства и архитектуры, 30 мая 2019 года    |
| 32             | Здание Дома-музея А. Байтурсынова | Дом-музея А. Байтурсынова                                                                         | 1880 год                                                                                                   | Алма-Ата, ул. Байтурсынова, 60                                   | градостроительства и архитектуры, 30 мая 2019 года    |
| 33             | Здание Центрального государственного музея Республики Казахстан | Центральный Государственный музей Республики Казахстан                                            | 1985 год, архитекторы Ю. Ратушный, З. Мустафина, Б. Рзагалиев                                              | Алма-Ата, пр. Назарбаева, мкр. Самал-1, 44                       | градостроительства и архитектуры, 30 мая 2019 года    |
| 34             | Здание Центрального государственного архива |                                                                                                   | 1962 год, архитекторы С. Суховский, Д. Страховский                                                         | Алма-Ата, пр. Абая, 39                                           | градостроительства и архитектуры, 30 мая 2019 года    |
| 35             | Комплекс зданий «Казахфильм» имени Шакена Айманова (тонстудия, производственная, двухпавильонный блок)                                                              |                                                                                                   | 1940 год, архитекторы Д. Фомичёв, В. Райлян                                                                | Алма-Ата, пр. Аль-Фараби, 176                                    | градостроительства и архитектуры, 14 апреля 2020 года |
| 36             | Казахконцерт (бывший Дом Политпросвещения) |                                                                                                   | 1955 год                                                                                                   | Алма-Ата, пр. Абылай хана, 83                                    | градостроительства и архитектуры                      |

## Шымкент
| Номер в списке | Название                   | Изображение              | Годы постройки и авторы | Место нахождения                    | Тип памятника, год внесения в список             |
| -------------- | -------------------------- | ------------------------ | ----------------------- | ----------------------------------- | ------------------------------------------------ |
| 37             | Городище Сайрам (Исфиджаб) |                          | VIII-XVII века          | на территории жилого массива Сайрам | археологии, 26 января 1982                       |
| 38             | Мавзолей Абдель Азизбаба   | Мавзолей Абдель Азизбаба | Середина XIX века       | на территории жилого массива Сайрам | градостроительства и архитектуры, 26 января 1982 |
| 39             | Мавзолей Ибрагим-ата       | Мавзолей Ибрагим-ата     | XVII — начало XX века   | на территории жилого массива Сайрам | градостроительства и архитектуры, 26 января 1982 |
| 40             | Мавзолей Ходжи Салиха      |                          | XIX век                 | на территории жилого массива Сайрам | градостроительства и архитектуры, 26 января 1982 |
| 41             | Мавзолей Мирали-баба       | Мавзолей Мирали-баба     | Конец XIX века          | на территории жилого массива Сайрам | градостроительства и архитектуры, 26 января 1982 |
| 42             | Мавзолей Карашаш-ана       | Мавзолей Карашаш-ана     | XVIII век               | на территории жилого массива Сайрам | градостроительства и архитектуры, 26 января 1982 |
| 43             | Минарет Хызра              | Минарет Хызра Пайгамбара | XVIII-XIX               | на территории жилого массива Сайрам | градостроительства и архитектуры, 26 января 1982 |

## Абайская область
| Номер в списке | Название | Изображение                                     | Годы постройки и авторы                                                                    | Место нахождения | Тип памятника, год внесения в список             |
| -------------- | --- | ----------------------------------------------- | ------------------------------------------------------------------------------------------ | --- | ------------------------------------------------ |
| 44             | Первая общественная библиотека | Бывшая первая общественная библиотека в Семее   | конец XIX века                                                                             | Семей, ул. Мангилик Ел, 22                                                                                           | градостроительства и архитектуры, 26 января 1982 |
| 45             | Ямышевские крепостные ворота | Ямышевские крепостные ворота                    | XVIII век                                                                                  | Семей, ул. Абая | градостроительства и архитектуры, 26 января 1982 |
| 46             | Здание областного историко-краеведческого музея (бывший дом губернатора)                                                                                          | Здание областного историко-краеведческого музея | 1856 год                                                                                   | Семей, ул. Абая, 90                                                                                                  | градостроительства и архитектуры, 26 января 1982 |
| 47             | Здание литературно-мемориального дома-музея Ф. М. Достоевского (бывший дом почтальона Липухина, в котором в 1857—1859 годах жил писатель Ф. М. Достоевский)       | Дом-музей Достоевского                          | 1838                                                                                       | Семей, ул. Достоевского, 118                                                                                         | градостроительства и архитектуры, 26 января 1982 |
| 48             | Мемориал героям революции и гражданской войны | Мемориал героям революции и гражданской войны   | 1977, скульпторы А. В. Тихомиров, О. С. Клюшкин, А. М. Семченко, архитектор М. И. Михайлов | Семей, ул. Мамай батыра                                                                                              | градостроительства и архитектуры, 26 января 1982 |
| 49             | Двухминаретная мечеть | Двухминаретная мечеть                           | 1856—1862, архитектор Болбатов, инженер-поручик Манашев                                    | Семей, ул. Абая, 50                                                                                                  | градостроительства и архитектуры, 26 января 1982 |
| 50             | Одноминаретная мечеть | Одноминаретная мечеть                           | Вторая половина XIX века, мастер Габулла эфенди                                            | Семей, ул. Жумабаева, 17                                                                                             | градостроительства и архитектуры, 26 января 1982 |
| 51             | Дом, в котором родился писатель М. О. Ауэзов | Дом Ауэзова в Борли                             | Вторая половина XIX века                                                                   | Абайский район, на территории села Борлы к северо- востоку от села Каскабулак                                        | градостроительства и архитектуры, 26 января 1982 |
| 52             | Комплекс усадьбы Абая Кунанбаева: (жилой дом, дом-музей Абая, могила Абая)                                                                                        | Дом Абая в Жидебае                              | 1894-1904                                                                                  | Абайский район, урочище Жидебай, 23-25 км к югу от села Борлы                                                        | градостроительства и архитектуры, 26 января 1982 |
| 53             | Мавзолей Козы Корпеш и Баян сулу | Мазар Козы Корпеш и Баян слу                    | IX-X века                                                                                  | Аягозский район, 7 км к юго-западу от села Тарлаулы, на правом берегу реки Аягуз, в 11 км к западу от станции Тансык | градостроительства и архитектуры, 26 января 1982 |
| 54             | Группа зданий Государственного историко-культурного и литературно-мемориального музея-заповедника Абая (административное здание, дом купца Р. Ершова, пристройка) |                                                 | 1860 год                                                                                   | город Семей, улица Мухамедханова, 29, ул. Мангилик Ел, 12                                                            | градостроительства и архитектуры, 30 мая 2019    |
| 55             | Медресе Ахмета-Ризы, где учился Абай |                                                 | 1860-е гг.                                                                                 | город Семей, ул. Мухамедханова, 29                                                                                   | градостроительства и архитектуры, 30 мая 2019    |
| 56             | Дом, в котором жил Абай (дом Анияра Молдабаева), сейчас музей «Алаш арыстары — М. Ауезов»                                                                         |                                                 | конец XIX века                                                                             | город Семей, улица Богенбай батыра, 132                                                                              | градостроительства и архитектуры, 30 мая 2019    |

## Акмолинская область
| Номер в списке | Название                                                                | Изображение        | Годы постройки и авторы                                       | Место нахождения                                        | Тип памятника, год внесения в список                 |
| -------------- | ----------------------------------------------------------------------- | ------------------ | ------------------------------------------------------------- | ------------------------------------------------------- | ---------------------------------------------------- |
| 57             | Здание музея истории города Кокшетау (бывший дом-музей В. В. Куйбышева) |                    | 1880 г.                                                       | Кокшетау, ул. Канай би, 32                              | градостроительства и архитектуры, 26 января 1982     |
| 58             | Памятник Ч. Ч. Валиханову                                               |                    | 1971, скульптор Т. С. Досмагамбетов, архитектор К. А. Абдиков | Кокшетау, ул. Ауэзова, уг. ул. Куйбышева                | градостроительства и архитектуры, 26 января 1982     |
| 59             | Место захоронения народного композитора Биржана Кожагулова              | Могила Биржан-сала | 1897; 1950, скульптор Т. С. Досмагамбетов                     | Степняк, ул. Биржан-сала, район старого кладбища        | градостроительства и архитектуры, 26 января 1982     |
| 60             | Мавзолей Ботагай (Богатай)                                              |                    | XI-XII века                                                   | Коргалжынский район, в 2 км к востоку от села Коргалжын | археологии, 26 января 1982                           |
| 61             | Архитектурно-мемориальный монумент                                      | Поляна Абылай-хана | 2004 год                                                      | посёлок Бурабай, поляна Абылай-хана                     | сооружение монументального искусства, 14 января 2022 |

## Актюбинская область
| Номер в списке | Название                                                               | Изображение                    | Годы постройки и авторы                               | Место нахождения                                                                               | Тип памятника, год внесения в список             |
| -------------- | ---------------------------------------------------------------------- | ------------------------------ | ----------------------------------------------------- | ---------------------------------------------------------------------------------------------- | ------------------------------------------------ |
| 62             | Дом культуры железнодорожников (кинотеатр)                             | Дом культуры железнодорожников | 1928                                                  | Актобе, ул. Ш. Уалиханова, 39                                                                  | градостроительства и архитектуры, 26 января 1982 |
| 63             | Памятник-бюст Героя Советского Союза, лётчика-космонавта В. И. Пацаева |                                | 1976, скульпторы Ю. А. Тур, А. А. Заварзин            | Актобе, спорткомплекс, пр. Абулхаира                                                           | градостроительства и архитектуры, 26 января 1982 |
| 64             | Памятник-бюст Героя Советского Союза А. Молдагуловой                   |                                | 1960, скульптор Е. Н. Штамм, архитектор Л. В. Рапутов | Актобе, сквер им. Молдагуловой, ул. Шернияза                                                   | градостроительства и архитектуры, 26 января 1982 |
| 65             | Некрополь Даумшар                                                      |                                | XVII-XX века                                          | Байганинский район, 7 км к юго-западу от посёлка Жаркамыс, левый берег реки Эмба               | ансамбль, 26 января 1982                         |
| 66             | Некрополь Карасакал                                                    |                                | XVII-XX века                                          | Байганинский район, 60 км к юго-западу от посёлка Жаркамыс                                     | ансамбль, 26 января 1982                         |
| 67             | Мавзолей Сундета                                                       |                                | Вторая половина XIX века, мастер Даулетнияз           | Байганинский район, 30 км к северо-северо-западу от посёлка Оймауыт, на левом берегу реки Эмба | градостроительства и архитектуры, 26 января 1982 |
| 68             | Некрополь Асан-Кожа                                                    |                                | XVII-XX века                                          | Байганинский район, 50 км к юго-западу от посёлка Оймауыт, в долине реки Эмба                  | ансамбль, 26 января 1982                         |
| 69             | Мавзолей Токпана                                                       |                                | XIX век                                               | Шалкарский район, 35 км на северо-восток от посёлка Жанаконыс                                  | градостроительства и архитектуры, 26 января 1982 |
| 70             | Некрополь Абат-Байтак: мавзолей, кулпытасы                             | Абат-Байтак                    | XIV-XX века                                           | Хобдинский район, 12 км к югу от села Талдысай                                                 | градостроительства и архитектуры, 26 января 1982 |

## Алматинская область
| Номер в списке | Название                                                | Изображение            | Годы постройки и авторы                                                | Место нахождения | Тип памятника, год внесения в список             |
| -------------- | ------------------------------------------------------- | ---------------------- | ---------------------------------------------------------------------- | --- | ------------------------------------------------ |
| 71             | Капчагайский гидроузел                                  | Капчагайский гидроузел | 1965—1971, инженер Н. В. Вологдин, архитектор Е. В. Эрхарт             | Капчагай, на реке Или                                                                                                  | градостроительства и архитектуры, 26 января 1982 |
| 72             | Городище Карамерген                                     |                        | IX—XIII века                                                           | Балхашский район, в 200 километрах к северо-востоку от посёлка Баканас, в 3 километрах к северу от сухого русла Ортасу | археологии, 30 мая 2019 года                     |
| 73             | Петроглифы археологического ландшафта Танбалы           | Тамгалы                | эпоха бронзы, Средние века                                             | Жамбылский район, в 4 км к северо-западу от села Карабастау, урочище Тамгалы в горах Анырахай                          | археологии, 5 октября 2001                       |
| 74             | Комплекс дома-музея Джамбула: дом-музей, мавзолей, парк | Музей Джамбула         | 1938-1946, архитекторы И. И. Белоцерковский, В. В. Бирюков, А. К. Деев | Жамбылский район, село Жамбыл                                                                                          | градостроительства и архитектуры, 26 января 1982 |
| 75             | Городище Талгар                                         | Городище Талгар        | VIII-XIV века                                                          | Талгарский район, город Талгар, на южной окраине города, на правом берегу р. Талгар, у входа в ущелье                  | археологии, 26 января 1982                       |
| 76             | Мавзолей Суюнбая Аронулы                                |                        | 1996 год                                                               | Жамбылский район, село Каракастек                                                                                      | градостроительства и архитектуры                 |
| 77             | Дом-музей Умбетали Карибаева                            |                        | 1946 год                                                               | Жамбылский район, село Умбетали Карибаева                                                                              | градостроительства и архитектуры                 |
| 78             | Петроглифы «Танбалы-Тас»                                | Танбалы-Тас            | XVII—XVIII века                                                        | город Конаев, в 25 км от плотины вниз по течению реки Или                                                              | археологии                                       |

## Атырауская область
| Номер в списке | Название                                                                            | Изображение        | Годы постройки и авторы                                                    | Место нахождения                                               | Тип памятника, год внесения в список             |
| -------------- | ----------------------------------------------------------------------------------- | ------------------ | -------------------------------------------------------------------------- | -------------------------------------------------------------- | ------------------------------------------------ |
| 79             | Городище Сарайчик (Сарайшык)                                                        | Сарайчик           | XIII—XVI века                                                              | Махамбетский район, в 1,5 км к востоку от села Сарайчик        | археологии, 26 января 1982                       |
| 80             | Жилой городок нефтяников                                                            | Дом в Жилгородке   | 1943—1948, архитекторы А. В. Арефьев, С. В. Васильковский                  | Атырау, район жилого городка нефтяников                        | ансамбль, 26 января 1982                         |
| 81             | Мавзолей Жубана                                                                     | Мавзолей Жубана    | 1880—1898, братья Унгалбай, Муналбай, Умербай, Итбай, Иманбай Каражусуповы | Жылыойский район, в 90 км к северу от города Кульсары          | градостроительства и архитектуры, 26 января 1982 |
| 82             | Место захоронения поэта, предводителя восстания 1836—1838 годов Махамбета Утемисова | Мавзолей Махамбета | 1846 год; в 1995 году построен мавзолей                                    | Индерский район, в 40 км к юго-востоку от посёлка Индерборский | градостроительства и архитектуры, 26 января 1982 |

## Восточно-Казахстанская область
| Номер в списке | Название                                                                    | Изображение                   | Годы постройки и авторы                                                   | Место нахождения | Тип памятника, год внесения в список             |
| -------------- | --------------------------------------------------------------------------- | ----------------------------- | ------------------------------------------------------------------------- | --- | ------------------------------------------------ |
| 258            | Здание областного драматического театра имени Жамбыла (бывший Народный дом) | Областной драматический театр | 1902                                                                      | Усть-Каменогорск, ул. Токтарова, 47                                                                                             | градостроительства и архитектуры, 26 января 1982 |
| 259            | Дворец культуры металлургов                                                 | Дом культуры металлургов      | 1957 год, архитектор Л. И. Маковеев                                       | Усть-Каменогорск, пр. Независимости, 68                                                                                         | градостроительства и архитектуры, 31 июля 2014   |
| 260            | Памятник Герою Советского Союза Т. Тохтарову                                |                               | 1970, скульптор П. В. Шишов, архитекторы В. С. Рапопорт, А. Е. Мартиросов | Риддер, ул. Т. Тохтарова | градостроительства и архитектуры, 26 января 1982 |
| 261            | Курганный могильник Шиликты                                                 |                               | VII-V вв. до н. э.                                                        | Зайсанский район, 3 км к юго-западу и в 5 км к северо-востоку от села Шиликти                                                   | археологии, 26 января 1982                       |
| 262            | Мавзолей Зейнуллы                                                           |                               | 1925, мастер-строитель Баязит Сатпаев                                     | Зайсанский район, 0,5 км к северо-востоку от села Жалшы                                                                         | градостроительства и архитектуры, 26 января 1982 |
| 263            | Развалины храма Аблайкета                                                   | Аблайкет                      | 1654                                                                      | Уланский район, 15 км к юго-востоку от села Бозанбай                                                                            | археологии, 26 января 1982                       |
| 264            | Бюст Б. М. Шаяхметова                                                       |                               | 2014 год, скульптор Самойлов В. Б. архитектор Артёменко С. М.             | город Усть-Каменогорск, ул. Менделеева 6, площадь перед зданием Дома культуры АО «Усть-Каменогорский титано-магниевый комбинат» | градостроительства и архитектуры, 30 мая 2019    |
| 265            | Могильник Берел                                                             | Берельские курганы            | рyбeж эпохи раннего железа — раннего средневековья                        | Катон-Карагайский район, село Жамбыл                                                                                            | археологии, 14 апреля 2020                       |

## Жамбылская область
| Номер в списке | Название                                                 | Изображение               | Годы постройки и авторы                                  | Место нахождения | Тип памятника, год внесения в список             |
| -------------- | -------------------------------------------------------- | ------------------------- | -------------------------------------------------------- | --- | ------------------------------------------------ |
| 90             | Городище Тараз                                           | Городище Тараз            | I-XIX века                                               | Тараз, центральный городской рынок | археологии, 26 января 1982                       |
| 91             | Руины моста через реку Талас                             |                           | XIII век                                                 | Тараз, юго-восточная окраина города, при выходе ул. Самарканд и Жангильдина к реке Талас, близ комплекса Тектурмас                        | градостроительства и архитектуры, 26 января 1982 |
| 92             | Баня Кали-Жунуса                                         | Баня Кали Жунуса          | Начало XX века                                           | Тараз, ул. Байзак батыра, 38, на пересечении с ул. Казыбек би                                                                             | градостроительства и архитектуры, 26 января 1982 |
| 93             | Мавзолей Карахана                                        | Мавзолей Карахана         | XI век                                                   | Тараз, в центре города, на пересечении ул. Толе би и Байзак батыра                                                                        | градостроительства и архитектуры, 26 января 1982 |
| 94             | Мавзолей Тектурмас                                       | Мавзолей Тектурмас        | X-XIV века                                               | Тараз, юго-восточная окраина города, правый берег реки Талас, на вершине горы Тектурмас                                                   | градостроительства и архитектуры, 26 января 1982 |
| 95             | Мавзолей Шамансура (Давутбека)                           | Мавзолей Шамансура        | XIII век                                                 | Тараз, в центральной части города, ул. Карахана, 1                                                                                        | градостроительства и архитектуры, 26 января 1982 |
| 96             | Мечеть-медресе Абдукадыра                                | Мечеть-медресе Абдукадыра | Начало XX века                                           | Тараз, ул. Абая, 5, на пересечении с ул. Кошеней                                                                                          | градостроительства и архитектуры, 26 января 1982 |
| 97             | Мечеть Жунусбая (Аулие ата)                              | Мечеть Жунусбая           | 1913                                                     | Тараз, ул. Адамбаева, 24, на пересечении с ул. Кылымбай-акына                                                                             | градостроительства и архитектуры, 26 января 1982 |
| 98             | Мечеть Наметбая                                          | Мечеть Наметбая           | 1887, 1897 годы                                          | Тараз, ул. Ташкентская, 21, уг. ул. Байзак батыра                                                                                         | градостроительства и архитектуры, 26 января 1982 |
| 99             | Памятник Джамбулу Джабаеву                               | Памятник Джамбулу         | 1961 год, скульптор X. Наурызбаев, архитектор В. Сашенко | Тараз, улица Абая, 125, площадь перед зданием акимата Жамбылской области                                                                  | градостроительства и архитектуры, 21 марта 2008  |
| 100            | Городище Нижний Барсхан (Тортколь)                       |                           | VI-XII века                                              | Байзакский район, в 1,5 км к юго-востоку от села Талас, на правом берегу реки Талас, в 0,5 км к северу от дороги Тараз — Алма-Ата         | археологии, 26 января 1982                       |
| 101            | Городище Туймекент                                       |                           | VI-XII века                                              | Байзакский район, юго-восточная окраина села Туймекент, на правом берегу реки Талас                                                       | археологии, 26 января 1982                       |
| 102            | Городище Оххум                                           |                           | VI-XII века                                              | Байзакский район, в 13 км к северо-востоку от села Шахан, 3 км к западу от дороги Самбет — Бостандык                                      | археологии, 26 января 1982                       |
| 103            | Мавзолей Айша-биби                                       | Мавзолей Айша-биби        | X-XI века                                                | Жамбылский район, в центре села Айша-биби                                                                                                 | градостроительства и архитектуры, 26 января 1982 |
| 104            | Мавзолей Бабаджи хатун                                   | Мавзолей Бабаджи хатун    | X-XI века                                                | Жамбылский район, в центре села Айша-биби                                                                                                 | градостроительства и архитектуры, 26 января 1982 |
| 105            | Архитектурно-археологический комплекс Акыртас            | Акыртас                   | VIII-XII века                                            | Жамбылский район, в 6 км к югу от станции Акшолак, у подножья Киргизского Алатау, в 40 км квостоку от города Тараз                        | ансамбль, 26 января 1982                         |
| 106            | Городище Жалпактобе (Жикиль)                             |                           | VI-XII века                                              | Жамбылский район, село Жалпактобе | археологии, 26 января 1982                       |
| 107            | Могильник Берккара                                       |                           | II век до н. э. — IV век н. э.                           | Жуалынский район, в 3 км к югу от села Карабастау                                                                                         | археологии, 26 января 1982                       |
| 108            | Городище Мерке                                           |                           | VII-XII века                                             | Меркенский район, западная окраина села Мерке                                                                                             | археологии, 26 января 1982                       |
| 109            | Бюст дважды Героя Социалистического Труда Ж. Куанышбаева |                           | 1962 год, скульптор Б. Тулеков, архитектор Т. К. Басенов | Мойынкумский район, село Бирлик, перед зданием акимата                                                                                    | градостроительства и архитектуры, 26 января 1982 |
| 110            | Мавзолей Шокай Датка                                     |                           | XVIII век                                                | Сарысуский район, на восточной окраине села Саудакент, на старом кладбище                                                                 | градостроительства и архитектуры, 26 января 1982 |
| 111            | Стоянка Акколь                                           |                           | шелль-ашель                                              | Таласский район, в 13 км к западу от села Акколь, в 8 км к северу от озера Акколь                                                         | археологии, 26 января 1982                       |
| 112            | Стоянка Бориказган                                       |                           | шелль-ашель                                              | Таласский район, в 8 км к юго-востоку от села Кызылаут, в 38 км к северо-востоку от города Каратау                                        | археологии, 26 января 1982                       |
| 113            | Стоянка Танирказган                                      |                           | шелль-ашель                                              | Таласский район, в 10 км к юго- востоку от села Кызылаут, в 34 км к северо-востоку от города Каратау, в 13-15 км к востоку от реки Коктал | археологии, 26 января 1982                       |
| 114            | Мечеть Каракожа                                          |                           | 1907 год                                                 | Таласский район, восточная окраина села Сейилбек,                                                                                         | градостроительства и архитектуры, 26 января 1982 |
| 115            | Мечеть Абдулла Ишана                                     |                           | 1900 год                                                 | Таласский район, село Ушарал, ул. Ештайбека, 7                                                                                            | градостроительства и архитектуры, 26 января 1982 |
| 116            | Городище Кулан                                           |                           | VI — начало XIII века                                    | Район Турара Рыскулова, восточная и северо-восточная окраина села Кулан                                                                   | археологии, 26 января 1982                       |
| 117            | Городище Актобе                                          |                           | VI-XIII века                                             | Шуский район, в 3 км к юго-востоку от села Аксу, по обоим берегам реки Аксу                                                               | археологии, 26 января 1982                       |
| 118            | Городище Орнек                                           |                           | VIII-XII века                                            | район Т. Рыскулова, 6 км к югу от села Орнек                                                                                              | археологии, 30 мая 2019                          |
| 119            | Городище Костобе                                         | Городище Костобе          | VI-XII века                                              | Байзакский район, восточнее села Сарыкемер                                                                                                | археологии, 30 мая 2019                          |

## Жетысуская область
| Номер в списке | Название | Изображение                       | Годы постройки и авторы | Место нахождения                                                                                       | Тип памятника, год внесения в список             |
| -------------- | --- | --------------------------------- | --- | --- | ------------------------------------------------ |
| 120            | Могила акына Сары Тастанбековой | Могила Сары Тастанбековой         | 1878, 1972 | Аксуский район, в 8 км к северо-западу от села Кошкентал                                               | градостроительства и архитектуры, 26 января 1982 |
| 121            | Бюст дважды Героя Социалистического Труда Н. Алдабергенова                                                                            | Аллея Героев в селе Алдабергеново | 1960, архитектор И. Я. Токарь, скульптор X. Наурызбаев | Ескельдинский район, село Алдабергенова, Аллея героев, около Дворца культуры                           | градостроительства и архитектуры, 26 января 1982 |
| 122            | Курганный могильник Бесшатыр | Бесшатыр                          | VII-IVвека до н. э. | Кербулакский район, в 65 км к северу от села Басши, на правом берегу реки Или, у входа в ущелье Шилбыр | археологии, 26 января 1982                       |
| 123            | Мемориальный музей-парк Ч. Валиханова: могила Ч. Валиханова, парк-музей, памятник Ч. Валиханову                                       | Музей Ч. Валиханова               | могила — 1865; установка надгробного камня — 1881; памятник — 1979, скульпторы Ю. Рукавишников, Н. Миловидов; музей — 1985, архитекторы Б. Ибраев, А. Рустембек, Р. Сейдалин | Кербулакский район, в 3 км к западу от села Шанханай, западная окраина села                            | градостроительства и архитектуры, 26 января 1982 |
| 124            | Комплекс архитектурно-художественного музея «Жаркентская мечеть» (мечеть, медресе, ворота главные, ворота боковые — южные и северные) | Жаркентская мечеть                | XIX век | Панфиловский район, город Жаркент, ул. Юлдашева, 40                                                    | градостроительства и архитектуры, 26 января 1982 |
| 125            | Мемориал Черкасской обороны | Дом-штаб Черкасской обороны       | дом-штаб — 1918—1919; музей, мемориал — 1974 годы, скульптор В. Ю. Рахманов, архитекторы А. Ордабаев, Т. Б. Сулейменов                                                       | Саркандский район, село Черкасск, северная окраина села, в 2,5 км к северу от села, в центре села      | градостроительства и архитектуры, 26 января 1982 |
| 126            | Городище Койлык |                                   | ХІ—начало XIII века | Саркандский район, восточная окраина с. Койлык                                                         | археологии, 30 мая 2019                          |

## Западно-Казахстанская область
| Номер в списке | Название | Изображение                                                                                 | Годы постройки и авторы                                                                     | Место нахождения | Тип памятника, год внесения в список             |
| -------------- | --- | ------------------------------------------------------------------------------------------- | ------------------------------------------------------------------------------------------- | --- | ------------------------------------------------ |
| 83             | Здание областного историко-краеведческого музея (бывшая русско-киргизская школа) | Здание областного историко-краеведческого музея                                             | 1864, архитектор И. А. Тец                                                                  | Уральск, пр. Достык-Дружба, 184                                                                                              | градостроительства и архитектуры, 26 января 1982 |
| 84             | Градостроительный комплекс — часть старого Уральска от центра города до площади Е. Пугачёва | Градостроительный комплекс — часть старого Уральска от центра города до площади Е. Пугачёва | Градостроительный комплекс — часть старого Уральска от центра города до площади Е. Пугачёва | Градостроительный комплекс — часть старого Уральска от центра города до площади Е. Пугачёва                                  | градостроительства и архитектуры, 26 января 1982 |
| 84             | Здание областного акимата (бывший коммерческий банк) | Здание областного акимата                                                                   | 1896, архитектор Н. Д. Раевский                                                             | Уральск, пр. Достык-Дружба, 179                                                                                              | градостроительства и архитектуры, 26 января 1982 |
| 84             | Здание поликлиники управления внутренних дел (бывший дом наказных атаманов) | Дом наказных атаманов                                                                       | 1823, архитектор Микеле Дельмедино                                                          | Уральск, ул. Н. Савичева, 43                                                                                                 | градостроительства и архитектуры, 26 января 1982 |
| 84             | Здание областной филармонии им. Г. Курмангалиева (бывший дом купца Карева) | Здание областной филармонии им. Г. Курмангалиева                                            | 1901                                                                                        | Уральск, ул. Карева, 47 | градостроительства и архитектуры, 26 января 1982 |
| 84             | Здание библиотека имени Гайдара (бывшее войсковое хозяйственное правление) | Здание войскового хозяйственного правления                                                  | 1869, архитектор А. А. Гопиус                                                               | Уральск, пр. Достык- Дружба, 166                                                                                             | градостроительства и архитектуры, 26 января 1982 |
| 84             | Собор Михаила Архангела | Собор Михаила Архангела                                                                     | 1740-1751                                                                                   | Уральск, пр. Достык-Дружба, 63, р-н «Курени»                                                                                 | градостроительства и архитектуры, 26 января 1982 |
| 84             | Здание военной прокуратуры (бывшая типовая городская усадьба) | Здание военной прокуратуры (бывшая типовая городская усадьба)                               | 1878                                                                                        | Уральск, пр. Достык-Дружба, 147                                                                                              | градостроительства и архитектуры, 26 января 1982 |
| 84             | Храм Христа Спасителя | Храм Христа Спасителя                                                                       | 1891-1907, архитектор В. И. Чагин                                                           | Уральск | градостроительства и архитектуры, 26 января 1982 |
| 85             | Комплекс музея В. И. Чапаева: музей (бывший штаб 25-й Чапаевской дивизии) (1919), место гибели В. И. Чапаева (1919), братская могила чапаевцев (1919, 1957) | Бывший штаб 25-й Чапаевской дивизии                                                         | 1919, 1957                                                                                  | Акжаикский район, село Чапаев, парк культуры и отдыха, аллея памятников                                                      | градостроительства и архитектуры, 26 января 1982 |
| 86             | Урдинская типография с 1918 года, позднее — жилой дом | Здание Урдинской типографии                                                                 | Вторая половина XIX века                                                                    | Бокейординский район, село Хан Ордасы, ул. Абдуллы Тенизбаева, 19                                                            | градостроительства и архитектуры, 26 января 1982 |
| 87             | Памятник-бюст Героя Советского Союза М. Маметовой |                                                                                             | 1971, скульптор Ю. П. Поммер, Н. А. Ковальчук                                               | Жанибекский район, село Жанибек, ул. Утемисова, 26                                                                           | градостроительства и архитектуры, 26 января 1982 |
| 88             | Западно-Казахстанский областной историко-культурный и архитектурно-этнографический музей-заповедник «Хан ордасы»: Ханский дворец, 1828 год; здание Ханская мечеть, ныне — здание Музея «Ханская мечеть», 1835 год; дом врача А. Сергачева, ныне — здание Литературно- мемориального музея Ш. Бокеева, 1830 год; здание Казначейства, ныне — здание Музея истории Бокеевской Орды, 1867 год; Женская гимназия, ныне — здание Музея народного образования, 1883 год; Амбулатория, 1872 год; Дом инспекторов народных училищ Данилевского, ныне — здание Музея первой казахской типографии, 1841 год; Дом учителя Жангировской школы Ольдекопа, ныне — здание Мемориального музея А. Тажетдинова, 1841 год; Дом инспекторов народных училищ А. Алекторова, ныне — здание Мемориального музея С. Мендешева, 1842 год; Дом инспекторов народных училищ И. Проскурякова, где жила А. Уразбаева, 1842 год; здание больницы (Мемориальный музей здравоохранения), 1852 год; Дом инспекторов народных училищ А. Воскресенского, ныне — здание Музея природы, 1890 год; Мавзолей Жангир хана, 1997 год; Мавзолей куйши Даулеткерея, 2000 год; Мавзолей М. Бабажанова, 2001 год; здание Торгунской школы (Педтехникум), ныне — административное здание, 1868 год | Казначейство · Мавзолей Жангир-хана                                                         | 1828—2001 гг.                                                                               | Бокейординский район, село Хан Ордасы, улица Жангир-хана, 31                                                                 | градостроительства и архитектуры, 30 мая 2019    |
| 89             | Городище Жайык | Городище Жайык                                                                              | XIV век                                                                                     | город Уральск, Круглоозёрновский сельский округ, в 12 км к юго-востоку от г. Уральск, на 2-й надпойменной террасе реки Урал. | археологии, 30 мая 2019                          |

## Карагандинская область
| Номер в списке | Название                                    | Изображение          | Годы постройки и авторы                                                    | Место нахождения | Тип памятника, год внесения в список             |
| -------------- | ------------------------------------------- | -------------------- | -------------------------------------------------------------------------- | --- | ------------------------------------------------ |
| 127            | Памятник Герою Советского Союза Н. Абдирову | Памятник Н. Абдирову | 1967 год, скульпторы Ю. В. Гуммель, А. П. Билык, архитектор Л. Е. Воробьёв | Караганда, пр. Н. Абдирова | градостроительства и архитектуры, 26 января 1982 |
| 128            | Могильник Бегазы                            |                      | XII-X века до н. э.                                                        | Актогайский район, 1 км к западу от села Бегазы, на правом берегу реки Бегазы, в 18 км выше её впадения в реку Токырау, в 40 км к юго-востоку от села Актогай | археологии, 26 января 1982                       |
| 129            | Могила народного композитора Мади Бапиулы   |                      | 1921 год                                                                   | Каркаралинский район, город Каркаралинск, 0,2 км к северу от города, кладбище Акбейт                                                                          | градостроительства и архитектуры, 26 января 1982 |
| 130            | Развалины Кызылкентского дворца             | Кызылкентский дворец | XIV-XV века                                                                | Каркаралинский район, 3 км к востоку от села Кент, на реке Кзылсу, притоке реки Талды, в горах Кент, в 40 км юго-восточнее города Каркаралинска               | археологии, 26 января 1982                       |
| 131            | Могильник Талды I                           |                      | XIV-XI века до н. э. VII век до н. э.                                      | Шетский район, в 10 км к северо-востоку от посёлка Жанажурт, на левом берегу реки Талды                                                                       | археологии, 26 января 1982                       |
| 132            | Могильник Бугылы II                         |                      | Поздняя бронза — ранний железный век                                       | Шетский район, ст. Жарык, 40 км к северо-востоку от станции, на берегу р. Шопа, у северо- восточного подножья горы Бугулы                                     | археологии, 26 января 1982                       |

## Костанайская область
| Номер в списке | Название                                         | Изображение | Годы постройки и авторы                                                        | Место нахождения | Тип памятника, год внесения в список             |
| -------------- | ------------------------------------------------ | ----------- | ------------------------------------------------------------------------------ | --- | ------------------------------------------------ |
| 133            | Бюст дважды Героя Советского Союза Л. И. Беды    |             | 1951, скульптор Д. П. Шварц                                                    | Костанай, ул. Пушкина, 98                                                                                                   | градостроительства и архитектуры, 26 января 1982 |
| 134            | Бюст дважды Героя Советского Союза И. Ф. Павлова |             | 1952, скульптор Д. П. Шварц                                                    | Костанай, ул. Пушкина, 98                                                                                                   | градостроительства и архитектуры, 26 января 1982 |
| 135            | Памятник И. Алтынсарину                          |             | 1970, скульптор Н. А. Щербаков, архитекторы И. А. Покровский, В. Д. Горчинский | Костанай, ул. И. Алтынсарина, 118 А, сквер школы-интерната им. И. Алтынсарина                                               | градостроительства и архитектуры, 26 января 1982 |
| 136            | Ритуальное строение Екидын I                     |             | VII-IX века                                                                    | территория, подчинённая акимату города Аркалыка, в 1,5 км к северо-востоку от села Екидин, на правом берегу реки Каратургай | истории, архитектуры, 26 января 1982             |
| 137            | Ритуальное строение Екидын II                    |             | VII-IX века                                                                    | территория, подчинённая акимату города Аркалыка, в 0,5 км к северо-востоку от села Екидын, на левом берегу реки Каратургай  | истории, архитектуры, 26 января 1982             |

## Кызылординская область
| Номер в списке | Название | Изображение                              | Годы постройки и авторы                                            | Место нахождения | Тип памятника, год внесения в список             |
| -------------- | --- | ---------------------------------------- | ------------------------------------------------------------------ | --- | ------------------------------------------------ |
| 138            | Бюст дважды Героя Социалистического Труда И. Жахаева | Бюст Жахаева                             | 1975, скульптор А. Пекарев, архитекторы А. Борецкий, К. Кульбашева | Кызылорда, центральная площадь                                                                                      | градостроительства и архитектуры, 26 января 1982 |
| 139            | Мечеть Айтбая | Мечеть Айтбая                            | 1878, мастера Искан и Камал                                        | Кызылорда, ул. Сатпаева, 18                                                                                         | градостроительства и архитектуры, 26 января 1982 |
| 140            | Церковь Христа Спасителя | Свято-Казанский храм иконы Божией Матери | XIX век                                                            | Кызылорда, ул. Исы Токтыбаева, 5                                                                                    | градостроительства и архитектуры, 26 января 1982 |
| 141            | Башня Котибара | Башня Котибара                           | XIX век                                                            | Сырдарьинский район, в 7 км к северо-западу от села Баймурат батыра                                                 | градостроительства и архитектуры, 26 января 1982 |
| 142            | Башня Бегим-Ана | Башня Бегим-Ана                          | XI век                                                             | Аральский район, в 30 км к югу от села Жанакурылыс                                                                  | сакральные объекты, 26 января 1982               |
| 143            | Городище Джент (Жанкала) |                                          | V-XII века                                                         | Жалагашский район, в 30 км к югу от села Аккыр, на правом берегу реки Жанадарьи, в 2 км от основного русла          | археологии, 26 января 1982                       |
| 144            | Мавзолей Кара-Сопы |                                          | XVIII-XIX века                                                     | Жанакорганский район, в 5 км к юго-востоку от посёлка Жанакоргана                                                   | сакральные объекты, 26 января 1982               |
| 145            | Мавзолей Айкожи |                                          | XVIII-XIX века                                                     | Жанакорганский район, в 6 км к югу от железнодорожной станции Бесарык                                               | сакральные объекты, 26 января 1982               |
| 146            | Мечеть Актас |                                          | 1884 год                                                           | Жанакорганский район, в 6 км к югу от железнодорожной станции Бесарык                                               | сакральные объекты, 26 января 1982               |
| 147            | Городище Сыганак (Сунаката) |                                          | VI-XIX века                                                        | Жанакорганский район, в 2 км к северо-западу от села Сунаката                                                       | археологии, 26 января 1982                       |
| 148            | Мавзолей Корасан-ата |                                          | конец XIX века                                                     | Жанакорганский район, 20 км к юго-западу от села Жанарык                                                            | сакральные объекты, 30 мая 2019                  |
| 149            | Градостроительный комплекс — историческая часть города Казалинска (дом Гани-бая, XIX век; здание мемориального музея Г. Муратбаева (бывшее здание совдепа), конец XIX — начало XX века; здание городской библиотеки (бывшая мечеть Гани-бая), XIX век; мечеть Ногая (Нуралы), XIX век) | Мечеть Гани-бая                          | Конец XIX — начало XX века                                         | Казалинский район, город Казалинск, во дворе СШ № 7 ул. Коркыт ата, 24; ул. Шаляпина, 17; ул. Жанузакова, 51        | ансамбли и комплексы, 26 января 1982             |
| 150            | Здание клуба железнодорожников (бывшая церковь) |                                          | 1904                                                               | Казалинский район, станция Казалинск, ул. Айтеке би, 1                                                              | градостроительства и архитектуры, 26 января 1982 |
| 151            | Башня Сараман-Коса (Сарман-Ходжа) |                                          | XI век                                                             | Казалинский район, в 2 км к северо-востоку от села Каукей                                                           | градостроительства и архитектуры, 26 января 1982 |
| 152            | Мавзолей Куттыбая |                                          | XVII-XX века                                                       | Казалинский район, в 5 км от села Уркендеу                                                                          | градостроительства и архитектуры, 26 января 1982 |
| 153            | Городище Жанкент (Янгикент) | Городище Жанкент                         | V-XV века                                                          | Казалинский район, в 0,5 км к юго-востоку от села Уркендеу, на левом берегу реки Сырдарьи                           | археологии, 26 января 1982                       |
| 154            | Мавзолей Баланды 2 |                                          | VI-II века до н. э.                                                | Кармакчинский район, в 15 км к юго-западу от села Куандарья                                                         | градостроительства и архитектуры, 26 января 1982 |
| 155            | Городище Жетиасар III (Алтынасар) | Городище Алтынасар                       | I век до н. э. — начало VIII века н. э.                            | Кармакчинский район, в 12 км к северо-западу от села Турмагамбет, в урочище Жетыасар, у сухого русла реки Куандарьи | археологии, 26 января 1982                       |
| 156            | Мавзолей Сырлытам |                                          | XII-XIII века                                                      | Кармакчинский район, 106,5 км к юго-западу от села Комекбаев                                                        | градостроительства и архитектуры, 26 января 1982 |
| 157            | Комплекс памятника Коркыт-ата (стелла, амфитеатр, хилует, кошкар тас, музей) | Памятник Коркыт-Ата                      | 1980 год                                                           | Кармакчинский район, 18 км к северо- западу от посёлка Жосалы                                                       | градостроительства и архитектуры, 30 мая 2019    |
| 158            | Городище Ширик-Рабат |                                          | V-II вв. до н. э.                                                  | Кармакчинский район, 87 км к юго-западу от села Комекбаев                                                           | археологии, 30 мая 2019                          |
| 159            | Комплекс памятников Бабиш-Мола |                                          | IV-II вв. до н. э.                                                 | Кармакчинский район, 47 км к югу от села Комекбаев                                                                  | археологии, 30 мая 2019                          |
| 160            | Мавзолей Сырлытам |                                          | XIII век                                                           | Сырдаринский район, в 25 км к югу от села Инкардарья                                                                | градостроительства и архитектуры, 26 января 1982 |
| 161            | Мавзолей Мулкалан (Мулла-Калан) |                                          | XVI век                                                            | Сырдарьинский район, в 6 километрах к северу от села Инкардария                                                     | сакральные объекты, 26 января 1982               |
| 162            | Мавзолей Асанас |                                          | XVII в.                                                            | Сырдарьинский район, 15 км к западу от села Айдарлы                                                                 | сакральные объекты, 30 мая 2019                  |
| 163            | Мавзолей Бакатам |                                          | XIX в.                                                             | Казалинский район, 29 км к западу от села Сарбулак                                                                  | градостроительства и архитектуры, 30 мая 2019    |
| 164            | Мавзолей Кожан-кожа |                                          | XVIII в.                                                           | Сырдарьинский район, 15 км к северу от села Айдарлы                                                                 | сакральные объекты, 30 мая 2019                  |
| 165            | Мавзолей Асан-ата |                                          | XVI век                                                            | Чиилийский район, в 6,5 километрах к юго-востоку от села Байгекум                                                   | сакральные объекты, 26 января 1982               |
| 166            | Петроглифы Сауыскандык |                                          | Эпоха бронзы, ранний железный век                                  | Чиилийский район, 50 км к северо-востоку от села Енбекши                                                            | археологии, 30 мая 2019                          |
| 167            | Мавзолей Окшы-ата |                                          | XI в.                                                              | Чиилийский район, 5 километров к востоку от села Байгекум                                                           | сакральные объекты, 30 мая 2019                  |
| 168            | Мавзолей Толегетай-Кылышты-ата |                                          | XI—XII века, в 2008 году построен мавзолей                         | Жанакорганский район, в 7 километрах к югу от села Абдигаппар                                                       | сакральные объекты, 14 января 2022               |

## Мангистауская область
| Номер в списке | Название                                                                                                | Изображение                  | Годы постройки и авторы                          | Место нахождения | Тип памятника, год внесения в список             |
| -------------- | --- | ---------------------------- | ------------------------------------------------ | --- | ------------------------------------------------ |
| 169            | Некрополь Старый Бейнеу и мечеть подземная Бекет-ата                                                    | Подземная мечеть Бекет-ата   | XI-XIX века                                      | Бейнеуский район, в 17 км к юго-западу от железнодорожной станции Бейнеу                                                   | ансамбль, 26 января 1982                         |
| 170            | Мавзолей Омара и Тура                                                                                   | Мавзолей Омара и Тура        | 1897-1898, мастера Дуйсенбай и Умир Каражусуповы | Бейнеуский район, в 20 км к востоку от железнодорожной станции Бейнеу                                                      | градостроительства и архитектуры, 26 января 1982 |
| 171            | Подземная мечеть Бекет-ата в местности Огланды                                                          | Мечеть Бекет-ата             | XVIII век                                        | Каракиянский район, в 95 км северо-восточнее посёлка Сенек                                                                 | градостроительства и архитектуры, 16 июня 2000   |
| 172            | Некрополь Кызылсу                                                                                       |                              | XVIII-XIX века                                   | Каракиянский район, в 21 км северо-восточнее посёлка Сенек                                                                 | градостроительства и архитектуры, 26 января 1982 |
| 173            | Некрополь Сенек                                                                                         | Некрополь Сенек              | XVII-XX века                                     | Каракиянский район, в 1 км к югу от посёлка Сенек                                                                          | ансамбль, 26 января 1982                         |
| 174            | Некрополь и подземная мечеть Шопан-ата                                                                  | Мечеть Шопан-ата             | X-XIX века                                       | Каракиянский район, в 12 км северо-восточнее посёлка Сенек                                                                 | ансамбль, 26 января 1982                         |
| 175            | Некрополь Кыргын                                                                                        |                              | Конец XIX — начало XX века                       | Каракиянский район, в 5 км западнее посёлка Старый Жетыбай                                                                 | ансамбль, 26 января 1982                         |
| 176            | Некрополь Сисем-ата                                                                                     | Некрополь Сисем-ата          | XIII-XIX века                                    | Мангистауский район, в 35 км севернее железнодорожной станции Отес, в 2,5 км к востоку от западного чинка Устюрта          | ансамбль, 26 января 1982                         |
| 177            | Некрополь Уали                                                                                          |                              | XI-XX века                                       | Мангистауский район, в 60 км северо-восточнее станции железнодорожной станции Отес, в 5 км к северо-западу от разъезда № 6 | ансамбль, 26 января 1982                         |
| 178            | Некрополь Карамола (Шытша, Тобекудук)                                                                   |                              | XII-XV века                                      | Мангистауский район, в 20 км к северу от посёлка Таучик                                                                    | ансамбль, 26 января 1982                         |
| 179            | Подземная мечеть и некрополь Шакпак-ата                                                                 | Шакпак-ата                   | IX-X века                                        | Мангистауский район, в 45 км к северо-востоку от посёлка Таучик, в 6 км южнее местности Сарытас, урочище Шиликудук         | градостроительства и архитектуры, 26 января 1982 |
| 180            | Некрополь Масат-ата                                                                                     |                              | X-XIX века                                       | Мангистауский район, в 20 км юго-восточнее посёлка Уштаган                                                                 | ансамбль, 26 января 1982                         |
| 181            | Мечеть Капаша                                                                                           |                              | 1928, мастер Капаш Кинакулы                      | Мангистауский район, в 35 км к северу от посёлка Шетпе                                                                     | ансамбль, 26 января 1982                         |
| 182            | Некрополь Акуюк                                                                                         |                              | XIX-XX века                                      | Мангистауский район, в 17 км к востоку от посёлка Шетпе                                                                    | ансамбль, 26 января 1982                         |
| 183            | Некрополь Беки                                                                                          | Некрополь Беки               | XIII-XX века                                     | Мангистауский район, в 25 км к югу от посёлка Шетпе                                                                        | ансамбль, 26 января 1982                         |
| 184            | Некрополь Каратобе                                                                                      |                              | XVIII-XX века                                    | Мангистауский район, в 30 км к востоку от посёлка Тущыкудук                                                                | ансамбль, 26 января 1982                         |
| 185            | Некрополь и подземная мечеть Караман-ата                                                                | Подземная мечеть Караман-ата | XIII-XIX века                                    | Мангистауский район, в 40 км к северо-востоку от посёлка Шетпе                                                             | ансамбль, 26 января 1982                         |
| 186            | Некрополь Камысбай                                                                                      |                              | XV-XIX века                                      | Мангистауский район, в 14 км к востоку от посёлка Шетпе                                                                    | ансамбль, 26 января 1982                         |
| 187            | Некрополь Бейсенбай                                                                                     | Бейсенбай                    | XVII-XIX века                                    | Тупкараганский район, в 25 км к востоку от города Форт-Шевченко                                                            | градостроительства и архитектуры, 26 января 1982 |
| 188            | Мемориальный комплекс Т. Г. Шевченко (землянка Т. Г. Шевченко; дом-музей; колодец; бюст Т. Г. Шевченко) | Землянка Тараса Шевченко     | 1847—1857                                        | Тупкараганский район, город Форт-Шевченко, парк им. Т. Г. Шевченко, ул. Б. Маяулы, 7                                       | градостроительства и архитектуры, 26 января 1982 |

## Павлодарская область
| Номер в списке | Название                                                                           | Изображение | Годы постройки и авторы | Место нахождения                                                    | Тип памятника, год внесения в список               |
| -------------- | ---------------------------------------------------------------------------------- | ----------- | ----------------------- | ------------------------------------------------------------------- | -------------------------------------------------- |
| 189            | Здание областного историко-краеведческого музея (бывший торговый дом купца Дерова) |             | 1899 год                | Павлодар, ул. Астана, 149                                           | градостроительства и архитектуры ы, 26 января 1982 |
| 190            | Мазар народного композитора Естая                                                  |             | 1946 год                | Актогайский район, в 4 км к югу от села Муткенова                   | градостроительства и архитектуры, 26 января 1982   |
| 191            | Мазар народного композитора Жаяу Мусы                                              |             | 1929 год                | Баянаульский район, в 30 км к юго-западу от села Жанатилек, в степи | градостроительства и архитектуры, 26 января 1982   |

## Северо-Казахстанская область
| Номер в списке | Название                                                           | Изображение                        | Годы постройки и авторы                             | Место нахождения                                                                             | Тип памятника, год внесения в список             |
| -------------- | ------------------------------------------------------------------ | ---------------------------------- | --------------------------------------------------- | -------------------------------------------------------------------------------------------- | ------------------------------------------------ |
| 192            | Дом Абылая (военный лазарет, казармы)                              | Дом Абылая                         | 1829 год                                            | Петропавловск, ул. Театральная, 16                                                           | градостроительства и архитектуры, 26 января 1982 |
| 193            | Дом купца Янгуразова                                               | Дом купца Янгуразова               | Начало XX века, неизвестные итальянские архитекторы | Петропавловск, ул. Ульянова, 94                                                              | градостроительства и архитектуры, 26 января 1982 |
| 194            | Здание музея изобразительных искусств (бывший дом купца Юзефовича) | Дом купца Юзефовича                | 1909 год                                            | Петропавловск, ул. 314-й стрелковой дивизии, 83                                              | градостроительства и архитектуры, 26 января 1982 |
| 195            | Памятник Карасай и Агынтай батырам                                 | Памятник Карасай и Агынтай батырам | 1999 год                                            | Петропавловск, Театральная площадь                                                           | градостроительства и архитектуры, 27 мая 2000    |
| 196            | Мемориальный комплекс Карасай и Агынтай батыров                    |                                    | 1999 год                                            | Айыртауский район, в 4 км к юго-востоку от села Карасай                                      | сакральные объекты, 27 мая 2000                  |
| 197            | Поселение Ботай                                                    |                                    | XXIV-XXII века до н. э.                             | Айыртауский район, с. Никольское, 1,5 км юго-восточнее села, на правом берегу р. Иман-Бурлык | археологии, 26 января 1982                       |
| 198            | Усадьба Сырымбета (усадьба Валихановых)                            | Усадьба Валихановых                | XIX век                                             | Айыртауский район, в 3 км к юго-востоку от села Сырымбет                                     | ансамбли и комплексы, 26 января 1982             |
| 199            | Место захоронения Кожаберген-жырау (1663—1762 годы)                |                                    | 2000 год                                            | Жамбылский район, село Благовещенка                                                          | сакральные объекты, 30 мая 2019                  |
| 200            | Некрополь Кызылоба                                                 |                                    | XIV—XV века                                         | Уалихановский район, в 5 километрах от села Береке                                           | археологии                                       |

## Туркестанская область
| Номер в списке | Название | Изображение                        | Годы постройки и авторы          | Место нахождения | Тип памятника, год внесения в список             |
| -------------- | --- | ---------------------------------- | -------------------------------- | --- | ------------------------------------------------ |
| 201            | Мавзолей Ходжи Ахмеда Ясави | Мавзолей Ходжи Ахмеда Ясави        | Конец XIV века                   | Туркестан, юго-восточная часть города, на территории городища Туркестан                                               | градостроительства и архитектуры, 26 января 1982 |
| 202            | Городище Культобе | Городище Культобе                  | Середина I тысячелетия — XIV век | Туркестан, 350 м южнее ханаки Ходжи Ахмеда Ясави                                                                      | археологии, 26 января 1982                       |
| 203            | Городище Туркестан | Городище Туркестан                 | XV-XIX века                      | Туркестан, в юго-восточной части современного города                                                                  | археологии, 26 января 1982                       |
| 204            | Подземная мечеть Хильвет | Большой Хильвет                    | XII век                          | Туркестан, в 150 м к югу от ханаки Ахмеда Ясави, на территории туркестанского некрополя                               | градостроительства и архитектуры, 26 января 1982 |
| 205            | Подземная мечеть Аулие Кумчик-ата | Подземная мечеть Аулие Кумчик-ата  | XII век                          | Туркестан, в 1 км к югу от ханаки Ахмеда Ясави                                                                        | градостроительства и архитектуры, 26 января 1982 |
| 206            | Чилляхана (шильдехана) | Чилляхана                          | XIV век                          | Туркестан, 22 м к ceвеpo-западу от ханаки Ахмеда Ясави, на территории туркестанского некрополя                        | градостроительства и архитектуры, 26 января 1982 |
| 207            | Мавзолей Тауке-хана | Мавзолей Тауке-хана                | XIV-XVI века                     | Туркестан, 40 м к югу от восточного минарета ханаки Ахмеда Ясави                                                      | градостроительства и архитектуры, 26 января 1982 |
| 208            | Мавзолей Рабиги Султан Бегим | Мавзолей Рабиги Султан Бегим       | XV век                           | Туркестан, 60 м юго-восточнее ханаки Ахмеда Ясави, на территории некрополя средневекового Туркестана                  | градостроительства и архитектуры, 26 января 1982 |
| 209            | Мавзолей безымянный (склеп) | Мавзолей безымянный                | XVI век                          | Туркестан, 45 м к юго-западу от ханаки Ахмеда Ясави, на территории туркестанского некрополя                           | градостроительства и архитектуры, 26 января 1982 |
| 210            | Стена крепостная цитадели | Крепостная стена цитадели          | XVI—XIX века                     | Туркестан, восточная часть цитадели городища Туркестан                                                                | градостроительства и архитектуры, 26 января 1982 |
| 211            | Баня восточная | Восточная баня                     | XVI-XVIII века                   | Туркестан, 150 м к юго-юго-западу от ханаки Ахмеда Ясави                                                              | градостроительства и архитектуры, 26 января 1982 |
| 212            | Мавзолей Есим-хана | Мавзолей Есим-хана                 | XVII век                         | Туркестан, 12 м к югу от западного минарета ханаки Ахмеда Ясави, на территории некрополя средневекового Туркестана    | градостроительства и архитектуры, 26 января 1982 |
| 213            | Ворота крепостной стены цитадели | Ворота цитадели                    | XVI—XIX века                     | Туркестан, восточная сторона цитадели городища Туркестан                                                              | градостроительства и архитектуры, 26 января 1982 |
| 214            | Мечеть Жума | Мечеть Жума                        | XIX век                          | Туркестан, 150 м к югу от ханаки Ахмеда Ясави, рядом с Большим хильветом                                              | градостроительства и архитектуры, 26 января 1982 |
| 215            | Комплекс железнодорожной станции |                                    | 1903 год                         | Железнодорожная станция Туркестан                                                                                     | градостроительства и архитектуры, 26 января 1982 |
| 216            | Городище Сауран | Сауран                             | XIII-XVIII века                  | Территории маслихата города Туркестана, 9 км северо-западнее села Сауран, в 40 км к северо-западу от города Туркестан | археологии, 26 января 1982                       |
| 217            | Стоянка Карасу (имени Ч. Валиханова) |                                    | Мустье                           | Байдибекский район, 2 км к северо-западу от села Кайнарбулак, на правом берегу реки Арыстанды                         | археологии, 26 января 1982                       |
| 218            | Архитектурный комплекс Аппак Ишана (мечеть, медресе, дарсхана) | Архитектурный комплекс Аппак Ишана | XIX век                          | Байдибекский район, западная окраина села Шаян                                                                        | градостроительства и архитектуры, 26 января 1982 |
| 219            | Архитектурный комплекс Исмаил-ата (мавзолей Исмаил-ата, Средние века; мавзолей Жабраила, XIX век; мавзолей Кошкар-ата, Средние века; мечеть, позднее Средневековье; чилляхана, Средние века; ворота, XIX век) |                                    | XI-XIX века                      | Казыгуртский район, в центре села Турбат на территории некрополя, с северной стороны                                  | градостроительства и архитектуры, 26 января 1982 |
| 220            | Мавзолей Арыстанбаба |                                    | Начало XX века                   | Отрарский район, 3 км к северо-северо-западу от села Когам                                                            | градостроительства и архитектуры, 26 января 1982 |
| 221            | Городище Оксыз (Оксус) |                                    | I-XIV века                       | Отрарский район, 8 км к северу от села Маякум, в урочище Акжар, на левом берегу реки Сырдарьи                         | археологии, 26 января 1982                       |
| 222            | Городище Отрар |                                    | I-XVIII века                     | Отрарский район, на юго-восточной окраине села Талапты                                                                | археологии, 26 января 1982                       |
| 223            | Медресе |                                    | Конец XIX века                   | Сузакский район, село Бабаата, на окраине села                                                                        | градостроительства и архитектуры, 26 января 1982 |
| 224            | Мечеть-мавзолей Баба-ата |                                    | Конец XIX века                   | Сузакский район, село Бабаата, на левом берегу реки Бабаата, на территории городища                                   | градостроительства и архитектуры, 26 января 1982 |
| 225            | Развалины замка |                                    | VI-X века                        | Сузакский район, с. Бабаата, на левом берегу р. Бабаата, на территории городища                                       | археологии, 26 января 1982                       |
| 226            | Мечеть Ногай-Ишана |                                    | XIX век                          | Сузакский район, село Сузак, в центре села                                                                            | градостроительства и архитектуры, 26 января 1982 |
| 227            | Мечеть Ишан базар |                                    | конец XIX в. — начало XX в.      | Ордабасинский район, центр села Аккойлы                                                                               | градостроительства и архитектуры, 30 мая 2019    |
| 228            | Башня Аксумбе |                                    | ХІІІ-ХІV вв.                     | Сузакский район, с. Аксумбе, в 1 км к западу от села, на высокой скале на краю горного отрога                         | градостроительства и архитектуры, 30 мая 2019    |
| 229            | Комплекс Укаша (Укаш) ата (мазар, колодец) | Колодец Укаша-ата                  | IX-X вв.                         | в 35 км от города Туркестан, в сельском округе Бабайкурган, 128 кварт., 017 участок                                   | градостроительства и архитектуры, 30 мая 2019    |
| 230            | Мавзолей Гаухар-ана | Мавзолей Гаухар-ана                | ХІІ-ХІV вв.                      | на участке Шайтубе-Гаухар, в 4 км от города Туркестан                                                                 | градостроительства и архитектуры, 30 мая 2019    |
| 231            | Здание штаба гарнизона | Здание штаба гарнизона             | XIX в.                           | город Туркестан, улица Айтеке би, 1                                                                                   | градостроительства и архитектуры, 30 мая 2019    |
| 232            | Могильник Ордабасы |                                    | VII-XII века                     | Ордабасинский район, в 2 километрах восточнее села Бадам                                                              | археологии, 14 января 2022                       |
| 233            | Мавзолей Алкожа-ата | Мавзолей Алкожа-ата                | XII век                          | город Туркестан, улица А. Туткабаева, в 2,5 км к востоку от мавзолея Ходжи Ахмеда Ясави                               | градостроительства и архитектуры, 14 января 2022 |
| 234            | Мавзолей Жусуп-ата |                                    | XII-ХV века                      | Сауранский район, село Ески Икан                                                                                      | градостроительства и архитектуры, 14 января 2022 |
| 235            | Мечеть-медресе Жаудир-ана | Мечеть-медресе Жаудир-ана          | XIV—XX века                      | город Туркестан, 1 км к юго-востоку от мавзолея Ходжи Ахмеда Ясави                                                    | археологии                                       |
| 236            | Мавзолей Курбан-ата | Мавзолей Курбан-ата                | 1991 год                         | Отырарский район, село Когам, территория мавзолея Арыстанбаба                                                         | градостроительства и архитектуры                 |
| 237            | Мавзолей Узбекали Джанибекова | Мавзолей Узбекали Джанибекова      | 2000 год                         | Отырарский район, село Когам, территория мавзолея Арыстан баб                                                         | градостроительства и архитектуры                 |
| 238            | Мавзолей Узын-ата |                                    | XIX—XX века                      | Шардаринский район, 4 км к северо-востоку от села Узыната                                                             | градостроительства и архитектуры                 |
| 239            | Алди бастау аулиесы |                                    | X—XI века                        | Тюлькубасский район, село Абай                                                                                        | археологии                                       |
| 240            | Мечеть-медресе Шамета-ишана |                                    | XIX век                          | в центре села Карнак                                                                                                  | градостроительства и архитектуры                 |

## Улытауская область
| Номер в списке | Название                      | Изображение         | Годы постройки и авторы                    | Место нахождения | Тип памятника, год внесения в список             |
| -------------- | ----------------------------- | ------------------- | ------------------------------------------ | --- | ------------------------------------------------ |
| 241            | Группа могильников Айдарлы    |                     | Эпоха поздней бронзы — ранний железный век | Жанаркинский район, 2 км к западу от села Айшырак, на правом берегу реки Атасу, в долине Аксай                                                   | археологии, 26 января 1982                       |
| 242            | Могильник Сангыру II          |                     | Эпоха бронзы — ранний железный век         | Жанаркинский район, 5,5 км к западу от села Айшырак, в 4 км к северо-западу подсобного хозяйства Дарат, в ущелье Сангуыр, в верховьях реки Атасу | археологии, 26 января 1982                       |
| 243            | Могильник Айшырак             |                     | Эпоха бронзы                               | Жанаркинский район, 20 км к северу от села Актау, на левом берегу реки Атасу, в 93 км к юго-востоку от рудника Каражал                           | археологии, 26 января 1982                       |
| 244            | Могильник Сангыру I           |                     | Эпоха поздней бронзы                       | Жанаркинский район, 45 км к востоку от села Актау, в урочище Сангуыр, в 3 км к северо-востоку от урочища Дарат                                   | археологии, 26 января 1982                       |
| 245            | Мавзолей Жубан-ана            |                     | XI—XII века                                | Жанаркинский район, 12 км к северо-западу от станции Монадырь, на правом берегу реки Сарысу                                                      | градостроительства и архитектуры, 26 января 1982 |
| 246            | Мавзолей Айранбая (Бескумбез) |                     | XIX век                                    | Улытауский район, 35 км к югу от села Алгабас, на правом берегу реки Сарыкенгир                                                                  | градостроительства и архитектуры, 26 января 1982 |
| 247            | Мавзолей Аякхамыр             |                     | XI—XII века                                | Улытауский район, в 9 км к северо-западу от села Жезды, на левом берегу реки Жезды                                                               | градостроительства и архитектуры, 26 января 1982 |
| 248            | Мавзолей Алаша-хана           | Мавзолей Алаша-хана | XI—XII века                                | Улытауский район, в 2 км к юго-западу от села Малшыбай, на правом берегу реки Каракенгир                                                         | градостроительства и архитектуры, 26 января 1982 |
| 249            | Мавзолей Джучи-хана           | Мавзолей Джучи-хана | Первая половина XIII века                  | Улытауский район, в 28 км к юго-востоку от села Малшыбай, на левом берегу реки Кенгир, в 50 км к северо-востоку от города Жезказгана             | градостроительства и архитектуры, 26 января 1982 |
| 250            | Мавзолей Дузена (Жузден)      |                     | 1863—1866 годы, мастер Сералы Еламанулы    | Улытауский район, в 30 км к северу-западу от села Малшыбай, на правом берегу реки Каракенгир                                                     | градостроительства и архитектуры, 26 января 1982 |
| 251            | Ритуальное строение Домбаул   | Домбауыл            | VIII—IX века                               | Улытауский район, в 24 км к юго-востоку от села Малшыбай, на правом берегу реки Кенгир, в 55 км к северо-востоку от города Жезказгана            | градостроительства и архитектуры, 26 января 1982 |
| 252            | Мавзолей Лабака               |                     | XIX век                                    | Улытауский район, в 20 км к юго-востоку от села Малшыбай, на левом берегу реки Каракенгир                                                        | градостроительства и архитектуры, 26 января 1982 |
| 253            | Мавзолей Кетебая              |                     | XIX век                                    | Улытауский район, в 20 км к юго-востоку от села Малшыбай, на левом берегу реки Каракенгир                                                        | градостроительства и архитектуры, 26 января 1982 |
| 254            | Мавзолей Болган-ана           |                     | XII—XIII века                              | Улытауский район, в 30 км к юго-востоку от села Талап                                                                                            | градостроительства и архитектуры, 26 января 1982 |
| 255            | Городище Баскамыр             | Баскамыр            | IX-XII века                                | Улытауский район, в 0,5 км к юго-востоку от села Талдысай, в 18 км к северу от села Жезды, на левом берегу реки Жезды, в устье реки Талдысай     | археологии, 26 января 1982                       |
| 256            | Мавзолей Маката               |                     | 1923 год                                   | Улытауский район, в 8 км к северо-западу от села Шенбер                                                                                          | градостроительства и архитектуры, 26 января 1982 |
| 257            | Комплекс Акмечеть-Аулие       | Аулиетау            | ХІV- ХV вв.                                | Улытауский район, к западу от посёлка Улытау, на вершине горы Акмечеть аулие                                                                     | археологии, 30 мая 2019                          |

## Исключённые из списка
| Номер в списке | Название | Изображение                                    | Годы постройки и авторы                                                                                         | Место нахождения                                                   | Тип памятника, год внесения в список                               |
| -------------- | --- | ---------------------------------------------- | --- | ------------------------------------------------------------------ | ------------------------------------------------------------------ |
| б/н            | Памятник В. И. Ленину | Памятник В. И. Ленину                          | 1957, скульптор Е. В. Вучетич, архитектор И. И. Белоцерковский                                                  | Алма-Ата                                                           | искусства, 26 января 1982 — 21 марта 2008                          |
| б/н            | Памятник М. И. Калинину                                                                                                  | Установлен в сквере за кинотеатром «Сары-Aрка» | 1972, скульпторы X. Наурызбаев, В. Ю. Рахманов, архитекторы А. Абдалиев, А. Ордабаев                            | Алма-Ата                                                           | искусства, 26 января 1982 — 21 марта 2008                          |
| б/н            | Памятник В. И. Ленину |                                                | 1970 год, скульпторы А. С. Новиков, А. И. Бельдюшкин, архитектор А. Н. Котырев                                  | Астана                                                             | искусства, 26 января 1982 — 28 мая 1997                            |
| б/н            | Мемориал борцам за власть Советов                                                                                        |                                                | 1972 год, скульптор Л. П. Колотилина, архитектор Т. Джанысбеков                                                 | Астана                                                             | искусства, 26 января 1982 — 28 мая 1997                            |
| б/н            | Памятник В. И. Ленину | Памятник Ленину в Караганде                    | 1975 год, скульпторы Ю. В. Гуммель, Н. Л. Лавинский, архитекторы С. И. Мордвинцев, И. Н. Былинкин, Э. И. Ефанов | Караганда                                                          | искусства, 26 января 1982 — 21 апреля 2003                         |
| б/н            | Памятник В. И. Ленину |                                                | 1963, скульптор Л. Д. Муравин, архитектор А. С. Косинский                                                       | Актобе                                                             | искусства, 26 января 1982 — 21 марта 2008                          |
| б/н            | Памятник-бюст Чиганака Берсиева                                                                                          |                                                | 1946 год, скульптор А. Н. Крошин                                                                                | Актобе, парк имени А. С. Пушкина                                   | искусства, 26 января 1982 — 21 марта 2008                          |
| б/н            | Памятник В. И. Ленину |                                                | 1971 год, скульптор Н. Б. Никогосян, архитектор Е. Н. Стамо                                                     | Талдыкорган, площадь Ленина                                        | искусства, 26 января 1982 — 21 марта 2008                          |
| б/н            | Памятник В. И. Ленину | Памятник Ленину в Усть-Каменогорске            | 1958 год, скульптор Е. В. Вучетич, архитектор Л. И. Маковеев                                                    | Усть-Каменогорск                                                   | искусства, 26 января 1982 — 21 марта 2008                          |
| б/н            | Памятник С. М. Кирову | Памятник Кирову в Усть-Каменогорске            | 1939 год, скульптор Н. В. Томский, архитектор Н. А. Троицкий                                                    | Усть-Каменогорск                                                   | искусства, 26 января 1982 — 21 марта 2008                          |
| б/н            | Памятник В. И. Ленину | Памятник Ленину в Семее                        | 1977, скульптор П. М. Бондаренко, архитектор Р. А. Бегунц                                                       | Семей                                                              | искусства, 26 января 1982 — 21 марта 2008                          |
| б/н            | Памятник В. И. Ленину |                                                | 1959, скульптор Н. В. Томский, архитектор К. Рахмати                                                            | Тараз                                                              | искусства, 26 января 1982 — 21 марта 2008                          |
| б/н            | Памятник В. И. Ленину |                                                | 1970, скульптор О. М. Манизер, архитектор И. Е. Рожин                                                           | Уральск                                                            | искусства, 26 января 1982 — 21 марта 2008                          |
| б/н            | Могильник Дандыбай |                                                | XI-IX века до н. э.                                                                                             | Мичуринский район, в 60 км к юго-западу от города Караганда        | археологии, 26 января 1982 — 21 марта 2008                         |
| б/н            | Шахта имени К. О. Горбачёва                                                                                              |                                                | 1932 | Караганда, ул. Бакунина, 42                                        | истории, архитектуры, 26 января 1982 — 21 марта 2008               |
| б/н            | Памятник В. И. Ленину |                                                | 1967, скульптор Н. А. Щербаков, архитектор И. А. Покровский                                                     | Костанай                                                           | искусства, 26 января 1982 — 21 марта 2008                          |
| б/н            | Комплекс штаба повстанческих отрядов Амангельды: штаб (бывшая мечеть), братская могила, кузница                          |                                                | 1916-1919 | Амангельдинский район, село Урпек                                  | истории, архитектуры, 26 января 1982 — 21 марта 2008               |
| б/н            | Комплекс памятников: бюст В. И. Ленину, стела Амангельды Иманову и А. Джангильдину, ковш экскаватора, декор фасада музея |                                                | 1972 год, скульптор В. А. Авакян                                                                                | Аркалык                                                            | истории, искусства, 26 января 1982 — 21 марта 2008                 |
| б/н            | Памятник В. И. Ленину |                                                | 1963 год, скульптор Б. Барков, архитектор О. Пруцин                                                             | Кокшетау                                                           | искусства, 26 января 1982 — 21 марта 2008                          |
| б/н            | Памятник В. В. Куйбышеву                                                                                                 |                                                | 1977 год, скульптор В. Ф. Богатырёв, архитекторы В. В. Куйбышев (сын В. В. Куйбышева) и Н. А. Ковальчук         | Кокшетау                                                           | искусства, 26 января 1982 — 21 марта 2008                          |
| б/н            | Памятник участникам Мариновского восстания                                                                               |                                                | 1920 год | Мариновский район, село Мариновка                                  | истории, искусства, 26 января 1982 — 21 марта 2008                 |
| б/н            | Сандыктауский жилой дом                                                                                                  |                                                | 1898 | Балкашинский район, село Сандыктау                                 | архитектуры, 26 января 1982 — 21 марта 2008                        |
| б/н            | Жилой дом, в котором Амангельды Иманов был провозглашён предводителем восстания 1916 года                                |                                                | Начало XX века, мастер Аймагамбет-уста                                                                          | Амангельдинский район, село Амангельды, ул. Майлина, 16            | градостроительства и архитектуры, 26 января 1982 — 31 июля 2014    |
| б/н            | Жилой дом | Дом Серикбаева                                 | 1940, мастер Идрис Серикбаев                                                                                    | Тупкараганский район, город Форт-Шевченко, ул. М. Абдыхалыкова, 58 | градостроительства и архитектуры, 26 января 1982 — 30 мая 2019     |
| 31             | Резиденция Первого президента Республики Казахстан                                                                       |                                                | Начало 1990-х годов                                                                                             | Алма-Ата, пр. Назарбаева, 205                                      | градостроительства и архитектуры, 16 октября 2000 — 28 апреля 2022 |